# Anabarhynchus latifrons
Anabarhynchus latifrons är en tvåvingeart som beskrevs av Macquart 1850. Anabarhynchus latifrons ingår i släktet Anabarhynchus och familjen stilettflugor. Inga underarter finns listade i Catalogue of Life.